# Guy Poitevin (football)
Pour l’article homonyme, voir Guy Poitevin.
Guy Poitevin  est un footballeur  et entraîneur français, né le 19 octobre 1927 dans le 16e arrondissement de Paris et mort le 15 novembre 2008 à Nice.
Ce défenseur de grande taille (1,81 m) a été révélé à Lille, avant de faire une brillante carrière à Nice. Avec les aiglons, il réalise le doublé Coupe-Championnat en 1952, remporte la Coupe une deuxième fois en 1954 et le Championnat à nouveau en 1956.

## Palmarès
- Champion de France en 1952 et 1956 avec l'OGC Nice
- Vice-champion de France en 1951 avec le Lille OSC
- Vainqueur de la Coupe de France en 1952 et 1954 avec l'OGC Nice
- Finaliste de la Coupe Latine en 1951 avec le Lille OSC